# Michelle Carpente
Michelle Carpente (Roma, 1º settembre 1988) è un'attrice, autrice televisiva e conduttrice televisiva italiana.

## Biografia
Laureata in Mediazione Linguistico-Culturale presso l'Università degli Studi di Roma "La Sapienza" e diplomata in recitazione presso la Scuola "Teatro Azione", inizia la sua esperienza cinematografica nel 2007 interpretando Diletta in Scusa ma ti chiamo amore di Federico Moccia. Rivestirà gli stessi panni nel sequel Scusa ma ti voglio sposare del 2010.
Nel 2009 è Valentina ne L'ultima estate di Eleonora Giorgi.
In televisione debutta nel 2009 con Caccia al Re - La narcotici di Michele Soavi; mentre nel 2010 recita ne Il bene e il male di Giorgio Serafini.
Nel 2013 è co-protagonista de Il peccato e la vergogna 2 nel ruolo di Lauretta. Sempre con la Ares Film, torna ne L'onore e il rispetto - Ultimo capitolo.
La carriera di conduttrice televisiva comincia nel 2012, quando viene chiamata da Coming Soon Television a presentare Cloud, programma di informazione cinematografica e intrattenimento, insieme a Federico Bernocchi.
Per il teatro, ha iniziato nel 1993: nel 2011 è a Roma e a Parma ne La bisbetica domata di Ester Cantoni; nel 2012 è la protagonista di Cold case di Silvio Giordani, al Teatro Manzoni di Roma; nel 2013 torna sul palco con la commedia Maschio crudele, ancora di Silvio Giordani, in tournée a Roma, Modena e Parma.
Nel 2020 è autrice e conduttrice del programma tv Matrimonio a sorpresa in Italia, distribuito su Real Time. Dal 2022 sulla stessa emittente conduce anche un ulteriore format da lei scritto e condotto Matrimonio a tutti i costi.

### Vita privata
Il 2 febbraio 2015 è diventata madre di un bambino, chiamato Daniele. 
Il 5 aprile 2025 si sposa a Milano con il manager Marco Pontini

## Filmografia

### Cinema
- Scusa ma ti chiamo amore, regia di Federico Moccia (2008)
- L'ultima estate, regia di Eleonora Giorgi (2009)
- Amore 14, regia di Federico Moccia (2010)
- Scusa ma ti voglio sposare, regia di Federico Moccia (2010)
- Cocapop, regia di Pasquale Pozzessere (2010)
- Beyond the Edge, regia di Aleksandr Boguslavskiy e Francesco Cinquemani (2017)

### Televisione
- Il bene e il male - serie TV (2009)
- Caccia al Re - La narcotici - serie TV, episodio 5 (2011)
- Il peccato e la vergogna 2 - serie TV (2014)
- Alex & Co. 3 - sitcom (2016)
- L'onore e il rispetto - Ultimo capitolo - serie TV (2017)
- Alex & Co. 4 - sitcom (2017)
- I Medici - serie TV (2017)

### Cortometraggi
- Ragazze splash, regia di Marta Corradi (2011)
- Radio Kaos, regia di Linda Fratini (2015)
- Offline, regia di Emanuela Mascherini (2015)
- La torta preferita di papà, regia di Linda Fratini (2019)
- The circle of love, regia di Enzo Bossio (2021)

### Web series
- Last Monkey - The WebSeries, regia di Giuseppe Contarino (2011)
- Romolo + Giuly, regia di Michele Bertini Margarini (2016)

## Teatro
- Il malato immaginario, di Molière, regia di Chiara Casarico (2004)
- La bisbetica domata, di William Shakespeare, regia di Ester Cantoni (2011)
- Cold case, di Leslie Sands, regia di Silvio Giordani (2012)
- Maschio crudele, di Pierre Chesnot, regia di Silvio Giordani (2013)

## Programmi televisivi
- Cloud (Coming Soon Television, 2012) Conduttrice
- Ben 10 la sfida (Boing, 2017) Conduttrice
- Sei in un paese meraviglioso  (Sky Arte, 2019) Conduttrice
- Matrimonio a sorpresa in Italia (Real Time, 2020) Conduttrice e autrice
- Matrimonio a tutti i costi (Real Time, 2022-) Conduttrice

## Riconoscimenti
- Premio Franco Cristaldi Ombra della sera – Giovane talento dell'anno (2011)
- Premio Etruria Cinema per Cocapop (2011)
- Premio Anna Magnani – Artista rivelazione (2017)